# Eva Wilms
Eva Wilms, verheiratete Eva Rapp, (* 28. Juli 1952 in Essen) ist eine ehemalige deutsche Leichtathletin und war anschließend Trainerin. Seit 2018 ist sie im Ruhestand.

## Karriere
Eva Wilms stammt aus dem Essener Stadtteil Steele. Sie startete für den ESV Neuaubing, ab 1978 für den LAC Quelle Fürth. In ihrer aktiven Zeit war sie 1,80 m groß und wog 83 kg. Die Kugelstoßerin nahm für die Bundesrepublik Deutschland an den Olympischen Spielen 1976 (Platz sieben: 19,29 m) und den Europameisterschaften 1978 (Platz fünf: 19,20 m) teil. Bei Leichtathletik-Halleneuropameisterschaften erreichte sie 1977 (20,87 m) und 1978 (19,24 m) den dritten Platz und 1980 den zweiten Platz (19,66 m). 
Von 1974 bis 1981 wurde sie achtmal in Folge Deutsche Meisterin im Kugelstoßen. In der Halle gewann sie von 1974 bis 1980 siebenmal. Ihre Bestleistung von 21,43 m stellte sie 1977 auf.
1977 wurde sie in der Bundesrepublik zur Sportlerin des Jahres gewählt, nachdem sie einen Hallenweltrekord und zwei Freiluftweltrekorde im Fünfkampf aufgestellt hatte. Sie heiratete 1989 den Sprung-Bundestrainer Alfred Rapp und wurde selbst Bundestrainerin für die Nachwuchssiebenkämpferinnen. Bis Anfang 2018 war Rapp als Nachwuchsbundestrainerin mit den deutschen Mehrkämpferinnen unterwegs und verabschiedete sich dann in den Ruhestand.